# Tour de l'Épaule
La tour dite de l’Épaule, est un donjon féodal du XIIe siècle, témoin d'une place forte médiévale, classé monument historique en 1913, situé sur la commune de Gallardon en Eure-et-Loir.

## Historique

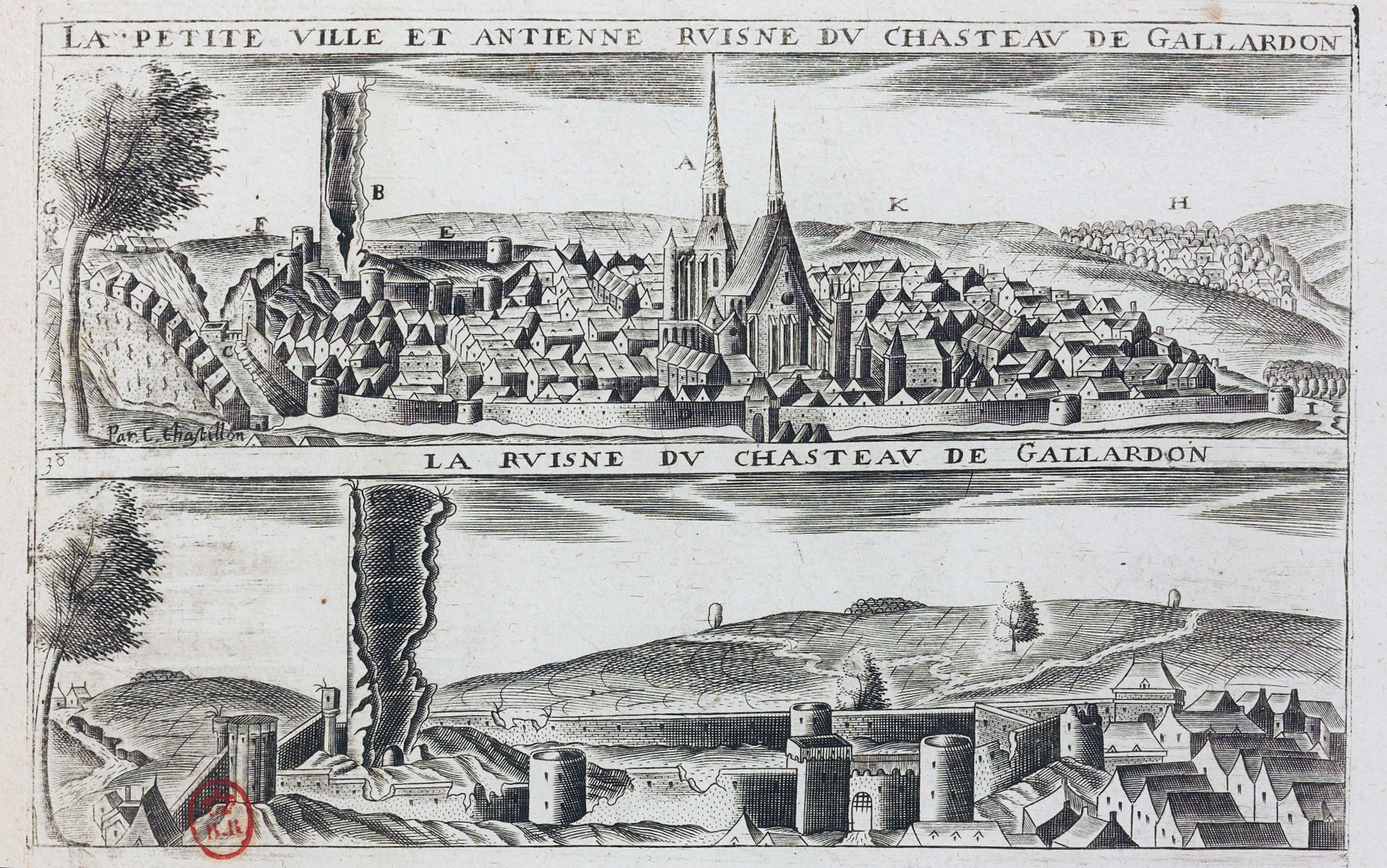
Le château de Gallardon en 1610, dessiné par C. Chastillon.

En 1443, durant la guerre de Cent Ans, le château fut repris aux Anglais par les troupes du comte de Dunois, Jean de Dunois, qui le fit détruire. Le château fut soumis à des tirs de bombardes tellement puissants que la plus grande partie des murs furent abattus et la tour fut minée.
L'édifice est classé au titre des monuments historiques en 1913.

## Description
Construit en pierres meulières, le donjon circulaire du début du XIIe siècle servait de vigie pour surveiller les alentours de Gallardon et de logis aux gardes.
De la tour, seule demeure une ruine d’une hauteur de 38 m, appelée Épaule, composée d'une importante portion de couronne de maçonnerie de blocage et de quelques éléments de pierre appareillée et des mâchicoulis. Les murs avaient une épaisseur de 4,50 m et le diamètre extérieur de la tour atteignait 18 m.

La tour de l'Épaule
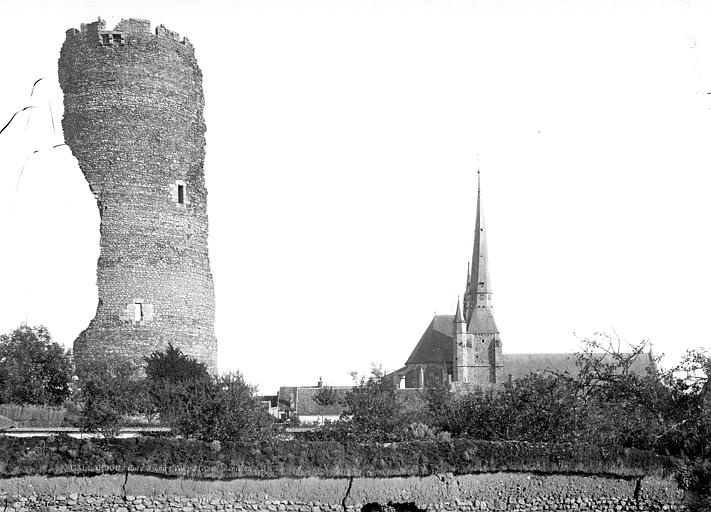
Gallardon par Jean-Eugène Durand, 1905.
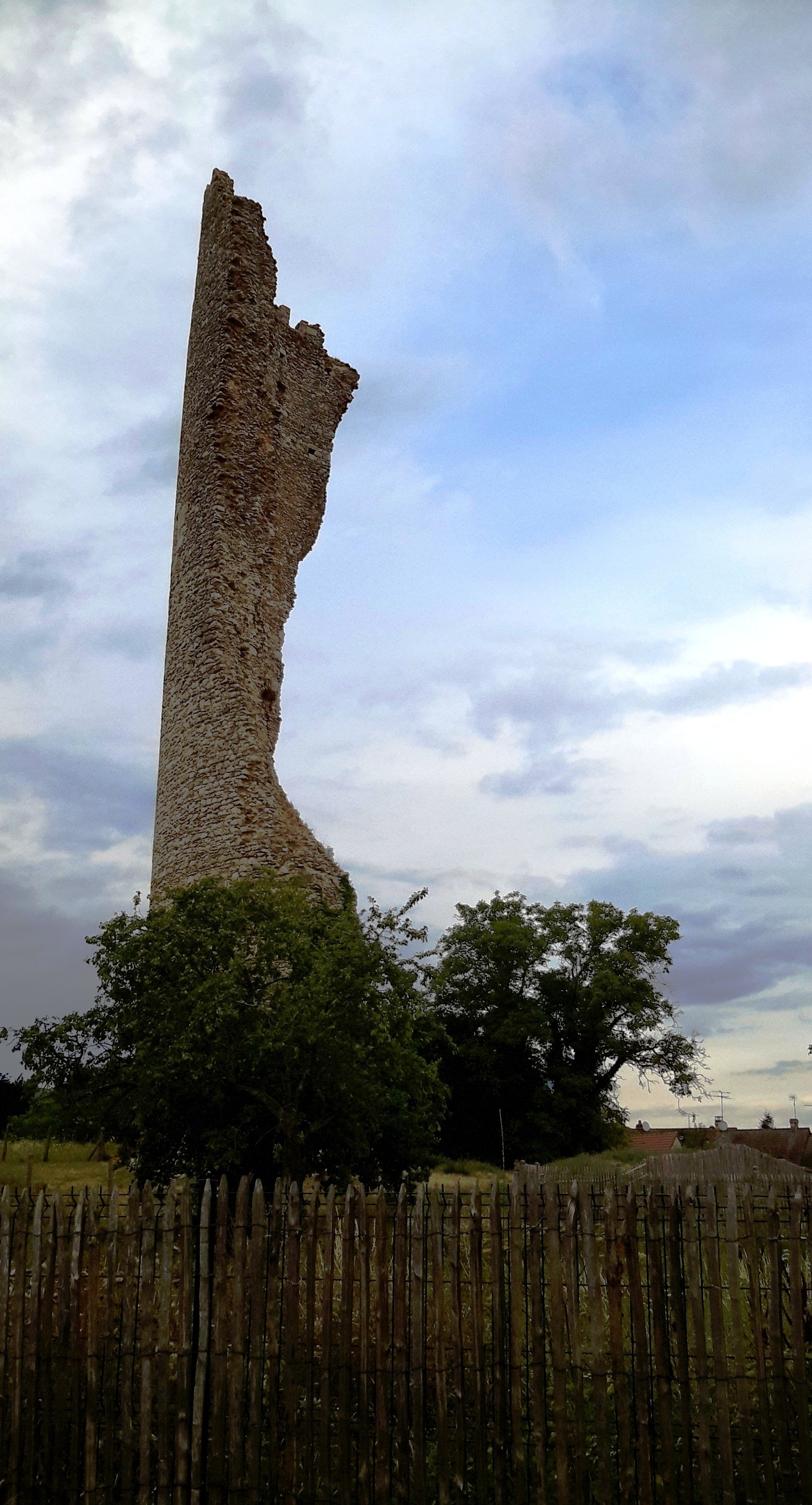
Vue de côté.